# Spermacoce sphaerostigma
Spermacoce sphaerostigma là một loài thực vật có hoa trong họ Thiến thảo. Loài này được (A.Rich.) Oliv. miêu tả khoa học đầu tiên năm 1873.